# Tonga aux Jeux olympiques d'hiver de 2014
Les Tonga participent aux Jeux olympiques d'hiver de 2014 à Sotchi en Russie du 7 au 23 février 2014. Il s'agit de leur première participation à des Jeux d'hiver.
Le pays est représenté par un unique athlète, qualifié pour l'épreuve de luge. Cet athlète, Fuahea Semi, avait déjà fait parler de lui avant les Jeux. Il s'était présenté aux épreuves de qualification sous le nom de « Bruno Banani », nom d'une marque de lingerie allemande qui le sponsorisait. Il avait fait officiellement changer son nom à cet effet. Ce choix fut critiqué par le Vice-Président du CIO, Thomas Bach, qui l'estimait « de mauvais goût »,,,.

## Cérémonies d'ouverture et de clôture
Tonga, après le Togo et avant la Turquie, est la 72e des 88 délégations à entrer dans le stade olympique Ficht de Sotchi au cours du défilé des nations durant la cérémonie d'ouverture. Le porte-drapeau du pays est le lugeur Bruno Banani.

## Luge
Bruno Banani termine trente-deuxième sur trente-neuf à l'épreuve de luge en simple, avec un temps combiné de 3:33.676, six secondes derrière le champion Felix Loch :
| Athlète      | Épreuves | Course 1 | Course 1 | Course 2 | Course 2 | Course 3 | Course 3 | Course 4 | Course 4 | Total    | Total |
| Athlète      | Épreuves | Temps    | Rang     | Temps    | Rang     | Temps    | Rang     | Temps    | Rang     | Temps    | Rang  |
| ------------ | -------- | -------- | -------- | -------- | -------- | -------- | -------- | -------- | -------- | -------- | ----- |
| Bruno Banani | Simple   | 53.656   | 34       | 53.637   | 31       | 53.162   | 30       | 53.221   | 33       | 3:33.676 | 32    |